# Jetřichov
Jetřichov är en ort i Tjeckien. Den ligger i den nordöstra delen av landet, 140 km öster om huvudstaden Prag. Jetřichov ligger 441 meter över havet och antalet invånare är 438.
Terrängen runt Jetřichov är varierad.Runt Jetřichov är det ganska tätbefolkat, med 134 invånare per kvadratkilometer. Närmaste större samhälle är Červený Kostelec, 19,7 km sydväst om Jetřichov. Trakten runt Jetřichov består till största delen av jordbruksmark.